# Cá phèn Argentina
Cá phèn Argentina (danh pháp hai phần: Mullus argentinae) là một loài cá thuộc họ Cá phèn sinh sống ở Tây Thái Bình Dương. Loài cá sinh sống ở bờ biển Nam Mỹ của Đại Tây Dương, từ phía bắc Argentina Uruguay và Brazil.
Nó là một con cá sống nằm trên đáy biển trong vùng nước nông, giữa độ sâu 20 và 60 feet.

## Hình ảnh

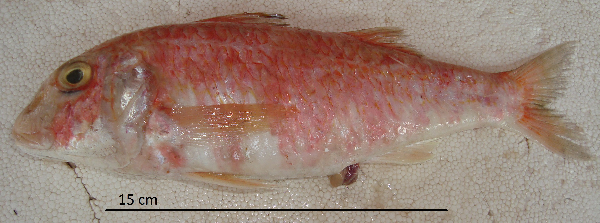